# Karol Przanowski
Karol Przanowski (ur. 3 września 1908 w Warszawie, zm. 25 marca 1997) – polski elektryk, inżynier, naukowiec, profesor nauk technicznych, członek Stowarzyszenia Elektryków Polskich, Komitetu Elektrotechniki Polskiej Akademii Nauk i Towarzystwa Wiedzy Powszechnej, wieloletni kierownik Katedry Elektroenergetyki PŁ i późniejszego Instytutu Elektroenergetyki PŁ, Dziekan Wydziału Elektrycznego PŁ, Prorektor Politechniki Łódzkiej w latach 1962–1968.

## Życiorys
Urodził się 3 września 1908 r. w Warszawie. W 1933 r. ukończył studia na Wydziale Elektrycznym Politechniki Warszawskiej, uzyskał dyplom inżyniera elektryka. Pracę zawodową rozpoczął w Zjednoczeniu Elektrowni Okręgu Radomsko-Kieleckiego (tzw. ZEORK-u) jako kreślarz. Został kierownikiem zespołu, który w latach 1934–1939 projektował stacje energetyczne dla linii Starachowice – Warszawa (odcinek magistrali 150 kV). Od 1938 r. był członkiem Stowarzyszenia Elektryków Polskich.
W czasie okupacji zajmował stanowisko Kierownika Wydziału Stacji Transformatorowych: nadzorował budowę stacji 150 kV w Starachowicach i stacji 110 kV w Ostrowcu Świętokrzyskim. Brał czynny udział w pracach konspiracyjnej grupy SEP, która pod kierunkiem prof. inż. J. Obrąpalskiego opracowywała projekt elektryfikacji Polski powojennej. Po wojnie został powołany na stanowisko Dyrektora Technicznego w ZEORK-u (wówczas Zjednoczenia Energetycznego Okręgu Radomsko-Kieleckiego). Na podstawie projektu elektryfikacji Polski Przanowski rozpoczął w 1946 r. w ZEORK-u prace projektowe pierwszej polskiej linii przesyłowej 220 kV: Śląsk–Łódź–Warszawa z siedzibą w Łodzi. W mieście tym Przanowski podjął pracę na stanowisku Szefa Biura Studiów.
W 1948 r. został kierownikiem Katedry Elektroenergetyki Politechniki Łódzkiej w miejsce prof. Stanisława Kończykowskiego. W 1949 r. uzyskał tytuł profesora nadzwyczajnego, a w 1964 r. tytuł profesora zwyczajnego. W latach 1960–1962 pełnił funkcję Dziekana Wydziału Elektrycznego, a w latach 1962–1968 był Prorektorem ds. nauki Politechniki Łódzkiej.
Za jego kadencji w Katedrze Elektroenergetyki zrealizowane zostały pionierskie prace dotyczące polskiego systemu elektroenergetycznego. W latach 1958–1965 pod kierunkiem Przanowskiego prowadzono badania nad rozwojem sieci najwyższych napięć. Opracowano krajowy układ sieci 220 kV i 400 kV oraz nowe metody rozwoju sieci wysokiego i niskiego napięcia. Szczególny nacisk kładł na rozwój laboratoriów. Obok laboratorium Elektroenergetycznego poważnym osiągnięciem było uruchomienie w 1970 r. laboratorium Oświetlenia Elektrycznego, jednego z nielicznych w Polsce. W 1970 r. w ramach zmiany struktury organizacyjnej Uczelni został utworzony Instytut Elektroenergetyki PŁ, skupiający dawne katedry Elektroenergetyki, Elektrowni Cieplnych, Elektrotermii i Trakcji Elektrycznej. Został dyrektorem tego Instytutu i kierował nim aż do emerytury, do 1976 r. Przez 23 lata był także redaktorem Zeszytów Naukowych „Elektryka” w Politechnice Łódzkiej – od momentu istnienia tego wydawnictwa do momentu przejścia na emeryturę.
W latach 1949–1957 kierował Łódzką Ekspozyturą Biura Projektów Energetycznych–Energoprojekt. Kierował wieloma pracami koncepcyjnymi i opracowaniem wytycznych obliczania i projektowania rozmaitych urządzeń elektroenergetycznych. Do opracowań wykonanych w tej Ekspozyturze należały m.in.: koncepcja sieci 110 kV Warszawskiego Zespołu Miejskiego, koncepcja zasilania węzła częstochowskiego, koncepcja sieci 110 kV Okręgu Dolnośląskiego czy wytyczne obliczania prądów zwarciowych. Od 1956 r. był członkiem Towarzystwa Wiedzy Powszechnej.
W latach 1957–1960 kierował  Łódzką Pracownią Biura Studiów Komitetu Elektryfikacji Polski PAN (na terenie Katedry Elektroenergetyki PŁ). Jego zespół wykonał kilka ważnych dla polskiej elektroenergetyki prac naukowo-koncepcyjnych, np. Ilościowy rozwój sieci elektroenergetycznych w Polsce w latach 1971–1975 czy Wariant krajowego samowystarczalnego systemu elektroenergetycznego Polski na 1975 r. z uwzględnieniem etapów rozwojowych w latach 1965–1970.
Opracował i prowadził wykłady 14 przedmiotów z dziedziny sieci i systemów elektroenergetycznych. Prowadził seminaria, projektowanie oraz ponad 50 prac dyplomowych. Jego osobiste zainteresowania koncentrowały się na zagadnieniach współpracy sieci i systemów elektroenergetycznych oraz przesyle wielkich mocy. Z tych zagadnień napisał większość artykułów w czasopismach naukowych oraz trzy podręczniki akademickie: „Współpraca sieci i systemów elektroenergetycznych” (1972), „Przesył wielkich mocy elektrycznych” (1974) i „Praca systemów elektroenergetycznych” (1983). Był współautorem „Poradnika inżyniera elektryka” (1968), którego całość redagował we współpracy z prof. Bolesławem Konorskim. Był z wyboru członkiem lub przewodniczącym 23 Komisji Naukowych, m.in. członkiem Prezydium Komitetu Elektryfikacji PAN, Przewodniczącym Komisji Systemu Elektroenergetycznego Polski, Przewodniczącym Sekcji Sieci i Systemów Elektroenergetycznych Komitetu Elektrotechniki PAN, długoletnim Członkiem Rady Naukowej Instytutu Energetyki w Warszawie. Był promotorem 8 przewodów doktorskich. Wielokrotnie powoływano go na recenzenta książek, skryptów, artykułów naukowych, rozpraw doktorskich i habilitacyjnych. Opracował łącznie ok. 70 ekspertyz, recenzji i opinii.
W roku akademickim 1977/78 przeszedł na emeryturę.
Był mężem Jadwigi z d. Frejdlich (1918–2004), mieli córkę Małgorzatę po mężu Kuźmińską i syna Wojciecha (zm. 1999).
Zmarł 25 marca 1997 r. Pochowany na cmentarzu komunalnym Doły w Łodzi (kwatera V-1-17).

## Ordery i odznaczenia
- Krzyż Oficerski Orderu Odrodzenia Polski
- Krzyż Kawalerski Orderu Odrodzenia Polski
- Złoty Krzyż Zasługi (25 czerwca 1946)[8]
- Medal 10-lecia Polski Ludowej (15 stycznia 1955)[9]
- Odznaka 1000-lecia Państwa Polskiego
- Honorowa Odznaka Miasta Łodzi
- Złota Odznaka SEP
- Odznaka „Zasłużony dla Politechniki Łódzkiej”

## Upamiętnienie
W czerwcu 1999 na Wydziale Elektrotechniki i Elektroniki Politechniki Łódzkiej została odsłonięta tablica upamiętniająca działalność prof. Karola Przanowskiego.